# Réthy Andor
Réthy Andor (Reischel Arthur, Temesvár, 1904. március 10. – Kolozsvár, 1972. október 29.) piarista gimnáziumi tanár, bibliográfus, irodalomtörténész.

## Életútja
Középiskoláit szülővárosában, a kegyesrendiek római katolikus főgimnáziumában végezte (1922), majd a gyulafehérvári teológia elvégzése mellett, a kolozsvári I. Ferdinánd Egyetemen magyar-német-román szakos tanári oklevelet is szerzett (1927). 1926-tól a kolozsvári piarista gimnáziumban a magyar, német és román nyelv tanára. 1942-49 között az Egyetemi Könyvtár munkatársa. Utána a Monostori úti Fájdalmas Szűzanya-templom plébánosa, majd a ferences rendiek Karolina téri templomában szolgál, s nyújt román nyelvű lelki vigasztalást is a kommunista hatalom által megszüntetett görögkatolikus egyház egykori híveinek. Emellett a Román Akadémiai Könyvtár Kolozsvári Fiókjának főkönyvtárosa 1959-ig, amikor választani kényszerül papi hivatása és állami állása között.

## Munkássága
Irodalmi munkásságát könyvismertetésekkel kezdte, az aradi Vasárnapban és a Pásztortűzben (ekkor még családi nevén). Ez utóbbiban 1934-ben többek között Nagy Lajos Kiskunhalom című könyvéről (1934), Goethe naplójáról (1934), Mauriacról (1934), Rachmanova akkoriban nagy port felvert könyvéről, a Szerelem, cseka, halálról (1934), Bakóczi Károly német versfordítás-kötetéről (1935), Pázmány Péter főiskolájáról (1935.) írt. Az EME gyergyószentmiklósi vándorgyűlésén 1939-ben ő tartotta a megemlékező előadást a száz éve elhunyt Kölcseyről, s ebben a nemzet szolgálatába beleolvadni tudó aszkéta alkotó, az igazság kimondását a tekintély fölé helyező kritikus mellett különös hangsúllyal azt a politikust idézte, aki nem szűnt meg ostorozni a terméketlen szóhazafiságot, s üres szónoklatok helyett a cselekvést tette meg elsődleges követelménnyé.
Az ötvenes évektől – már választott írói nevén – kezdte az irodalmi és szaksajtóban közölni a magyar irodalom román, illetve a román irodalom magyar befogadásának adatait egybegyűjtő „könyvészeti adalékait”. A Román Akadémia bibliológiai és dokumentációs kérdéseknek szentelt tudományos ülésszakán, 1957-ben a magyar irodalomból készült román fordításokról (Prima sesiune... 1957) értekezett, az Igaz Szóban (1959/10) az 1944-1959 között románból magyarra fordított művek bibliográfiáját közölte. E két területre terjednek ki a Könyvtárosok Tájékoztatójában 1964-66 között Alecsandri, Eminescu, Hortensia Papadat-Bengescu magyar fogadtatását, a Könyvtári Szemlében 1966-70 között Blaga, Nicolae Cocea, Panait Istrati, Petre Ispirescu, Ștefan O. Iosif, Nicolae Labiș, Liviu Rebreanu, Ioan Slavici magyar visszhangját, az Igaz Szóban 1965-66-ban Tudor Arghezi és George Coșbuc, az Utunkban 1962-64 között Ion Luca Caragiale és Ion Creangă magyar recepcióját bemutató könyvészetei, amelyeket aztán (önállóan nem közölt, más írókra vonatkozó gyűjtéseivel együtt) A román irodalom magyar bibliográfiájának kiadása során a mű kéziratának lektoraként az Irodalmi Könyvkiadó, illetve a szerző, Domokos Sámuel rendelkezésére bocsát.
Folyamatosan kiegészített bibliográfiái Eminescu összes költeményeinek 1966-os, illetve Mihail Sadoveanu válogatott műveinek háromkötetes (ugyancsak 1966-ban megjelent) kiadásában is helyet kapnak.
A Nyelv- és Irodalomtudományi Közlemények 1967-70-es évfolyamaiban jelennek meg (Octavian Goga magyar irodalmi kapcsolatainak bibliográfiája mellett) Ady Endre, Arany János, Móricz Zsigmond román fogadtatását feltáró könyvészeti adalékai is. Dsida Jenő életmű-bibliográfiáját a költő Versek (1966), Összegyűjtött műfordítások (1969) és Séta egy csodálatos szigeten (1992) című kötetei közölték függelékben; József Attila román recepcióját a József Attila és a román költészet ( 1972) című Mózes Huba szerkesztette kötetben mutatja be. Mindezek előkészületei és részközlései annak a hatalmas műnek, amelynek megjelenésére már csak halála után kerül sor a Magyar irodalom románul – Literatura maghiară în limba română (1983) című kötet formájában, Váczy Leona és Köllő Károly Réthy Andor bibliográfusi hagyatékát rendező fáradozásai nyomán.
A valamikori jótollú kritikus és gondos stílusú irodalomtörténész a szolgálat aszketizmusával fordította munkaerejét a romániai magyar irodalomkutatás bibliográfiai megalapozására. Pótolhatatlan jelentőségű „könyvészeti adaléka” a romániai magyar irodalom 1944-1970 közötti időszakáról Kántor Lajos és Láng Gusztáv Romániai magyar irodalom 1945-1970 című könyvében (1972), illetve annak második, javított kiadásában (1973), a magyarországi anyaggal kiegészítve jelent meg. Ezenkívül összeállította az Erdélyi Helikon költői (1973) című kötet számára a folyóirat vers- és versfordítás-anyagának s egy következő, de meg nem jelent kötet számára próza- és prózafordítás-anyagának bibliográfiáját. Áprily-bibliográfiáját Vita Zsigmond Áprily Lajos (1972) című monográfiája, Jancsó Elemér-bibliográfiáját pedig az Irodalomtörténet és időszerűség (1972) című kötet tette közkinccsé.
A Romániai magyar irodalmi lexikonnak egyik kezdeményező szerkesztő-munkatársa, az első kötetek bibliográfiai megalapozója.